# Exbibyte
En exbibyte er 260 byte = 1 152 921 504 606 846 976 byte = 1.024 pebibyte. Exbibyte Forkortes EiB.